# 郭政一
郭政一（?—），中華民國（台灣）政治人物，曾任臺北縣板橋市第二、三屆市長、國民大會代表，後代表中國國民黨在台灣省第一選區（台北縣）當選為第一屆第六次增額立法委員。